# Charles Frohman
Charles Frohman (Sandusky, 15 luglio 1856 – RMS Lusitania, 7 maggio 1915) è stato un impresario teatrale statunitense.
Nel 1883 costruì a New York con David Belasco il Park Theatre e, in seguito, l'Empire Theatre.
Portò in scena drammi sconosciuti di James Matthew Barrie e George Bernard Shaw e scoprì talenti dello spettacolo come Ethel Barrymore, Julia Marlowe e Maude Adams.
Anche i suoi fratelli Daniel Frohman e Gustav Frohman si occuparono di teatro.
Imbarcato sul RMS Lusitania, sul quale viaggiava con il valletto William Stainton e allo scrittore Justus Miles Forman, perì nel naufragio del transatlantico della Cunard Line affondato da un sommergibile tedesco il 7 maggio 1915.